# 1963 en science
| Années de la science : 1960 - 1961 - 1962 - 1963 - 1964 - 1965 - 1966    |
| Décennies de la science : 1930 - 1940 - 1950 - 1960 - 1970 - 1980 - 1990 |

Cet article présente les faits marquants de l'année 1963 en science.

## Évènements
- Janvier : Ivan Sutherland publie le programme Sketchpad dans le cadre de sa thèse de doctorat au MIT, considéré comme l’ancêtre de la conception assistée par ordinateur[1].

- 1er mars : le météorologue Edward Lorenz met en évidence le caractère vraisemblablement chaotique de la météorologie[2] (Système dynamique de Lorenz).

- 28 août : lancement par Philips du premier magnétophone à cassette, le Philips EL3300, au Salon de la radio de Berlin[3].

- Invention de la souris informatique par Douglas Engelbart du Stanford Research Institute. Le brevet est déposé le 21 juin 1967 et délivré le 17 novembre 1970[4].

### Sciences physiques
- 5 février : l'astrophysicien néerlandais Maarten Schmidt découvre le redshift des quasars (décalage vers le rouge des raies spectrales dû à la vitesse d'éloignement)[5].
- 15 mai : les physiciens américains John Rowell et Philip Anderson des laboratoires Bell publient leur observation de la première jonction Josephson[6].

- 1er septembre : le mathématicien néo-zelandais Roy Kerr détermine pour la première fois la métrique d'un trou noir en rotation dans un article publié dans la Physical Review Letters[7].
- 1er novembre : mise en service du radiotélescope géant d'Arecibo à Porto Rico[8].

#### Astronautique
- 2 avril : lancement de la sonde lunaire soviétique Luna 4 qui survole la lune à 8 500 km[9].
- 7 mai : lancement du satellite de communication Telstar 2 (en) (États-Unis)[10].

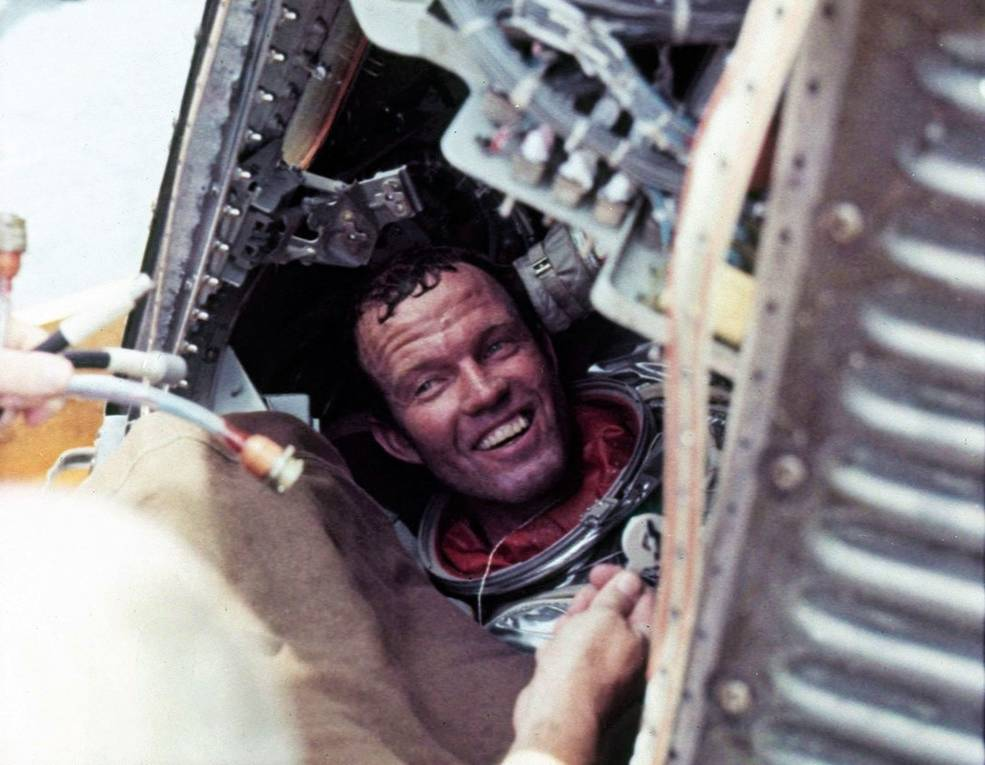
L'astronaute Gordon Cooper avant la sortie de sa capsule.

- 15 mai : Mercury-Atlas 9, dernière mission habitée du Programme Mercury. L'astronaute américain Gordon Cooper effectue 22 révolutions autour de la Terre en 34 h 19 minutes à bord de la capsule spatiale Faith 7 avant d'être récupéré dans le Pacifique[11].
- 23 mai : création de la Conférence européenne des télécommunications par satellite (CETS)[12].

- 14 juin : le vaisseau Vostok 5 accomplit 81 révolutions autour de la Terre avec à son bord le cosmonaute Valery Bykovsky[11].
- 16 juin : la cosmonaute russe Valentina Terechkova est la première femme dans l'espace, à bord de Vostok 6, le dernier du programme[11]. Durant la mission les deux vaisseaux Vostok se rapprochent assez près pour établir une communication. Vostok 6 se pose le 18 juin 3 heures avant Vostok 5 dans la région de Karaganda.

- 20 septembre : Kennedy propose à l’Union soviétique un programme de collaboration technique pacifique et l’organisation d’une expédition conjointe vers la Lune[13].

- 17 octobre : lancement des deux premiers satellites américains du programme Vela chargés de détecter les explosions nucléaires dans l'espace et sur Terre pour surveiller l'application du traité d'interdiction partielle des essais nucléaires[14].
- 18 octobre : Félicette est la première chatte lancée dans l'espace dans le cadre du programme spatial français, dans une fusée Véronique du Centre interarmées d'essais d'engins spéciaux à Hammaguir dans le Sahara algérien[15].

- 1er novembre : lancement du premier satellite soviétique téléguidé, le Poliot-1[16].

### Sciences de la vie
- 15 mars : dans un article envoyé à la Revue canadienne de physique, le géophysicien canadien John Tuzo Wilson émet l'hypothèse que les chaînes d'îles volcaniques, telle Hawaï, se forment par la dérive des océans au-dessus d'un point chaud fixe par rapport au manteau terrestre[17].
- 19 juillet : première greffe d’un cœur artificiel à Houston. Le patient survit 4 jours[18].
- 7 septembre : dans un article publié dans Nature, les géologues britanniques Fred Vine et Drummond Matthews apportent la preuve de l'expansion des fonds océaniques, hypothèse proposée par Harry Hess en 1960, indépendamment de Lawrence Morley (en) dont l'article a été rejeté en février[19].
- 3 décembre : début de la commercialisation du valium par les laboratoires Hoffmann-La Roche[20].

- Osvaldo Reig décrit Herrerasaurus, l'un des plus anciens dinosaures connu[21].

## Publications
- Roman Jakobson : Essais de linguistique générale.
- Konrad Lorenz : Das sogenannte Böse. Zur Naturgeschichte der Aggression., Borotha-Schoeler, Wien, 1963 (L'Agression, une histoire naturelle du mal (traduit de l'allemand), Flammarion, Paris (1977)  (ISBN 978-2-08-081020-5)

## Prix
- Prix Nobel

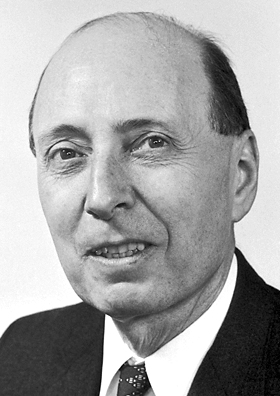
Eugene Paul Wigner

  - 5 novembre : Physique : Eugene Paul Wigner, Maria Goeppert-Mayer, Hans Daniel Jensen pour leurs travaux sur la structure du noyau de l’atome.
  - Chimie : Karl Ziegler (allemand), Giulio Natta (italien)
  - 17 octobre : Physiologie ou médecine : Sir John Carew Eccles (Australien), Alan Lloyd Hodgkin, Andrew Fielding Huxley (Britanniques) pour leurs travaux sur les cellules nerveuses.

- Prix Lasker
  - Prix Albert-Lasker pour la recherche médicale fondamentale : Lyman C. Craig
  - Prix Albert-Lasker pour la recherche médicale clinique : Michael DeBakey, Charles Huggins

- Médailles de la Royal Society
  - Médaille Copley : Paul Fildes
  - Médaille Davy : Edmund John Bowen
  - Médaille Hughes : Frederic Calland Williams
  - Médaille Leverhulme : Archer John Porter Martin
  - Médaille royale : Herbert Harold Read, Robert Hill

- Médailles de la Geological Society of London
  - Médaille Lyell : Neville George
  - Médaille Murchison : Norman Leslie Falcon (d)
  - Médaille Wollaston : Felix Andries Vening Meinesz

- Prix Jules-Janssen (astronomie) : Jean Dufay
- Médaille Bruce (Astronomie) : Seth Barnes Nicholson
- Médaille Linnéenne : Sidnie Milana Manton et William Harold Pearsall
- Médaille d'or du CNRS : Robert Courrier

## Naissances

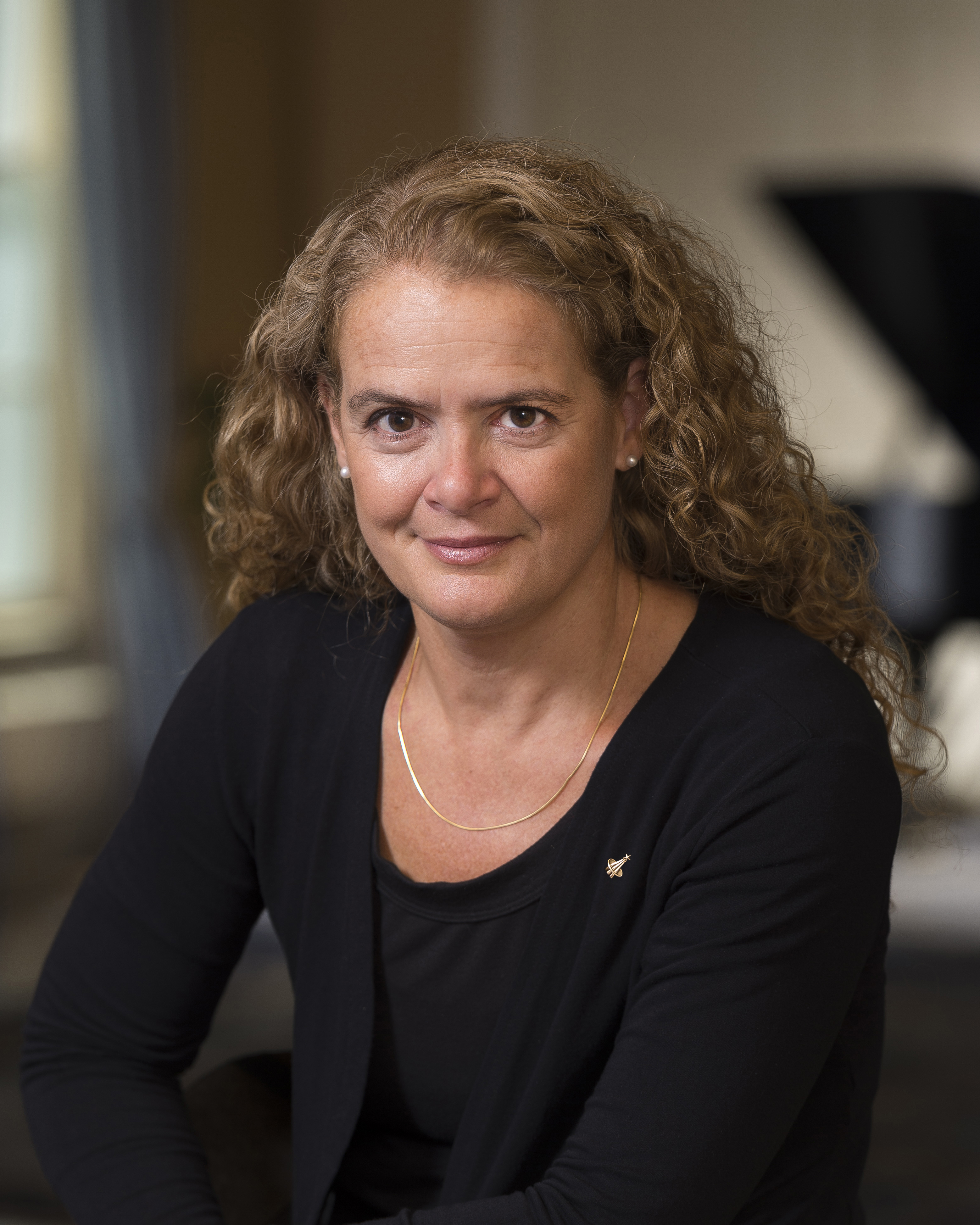
Julie Payette

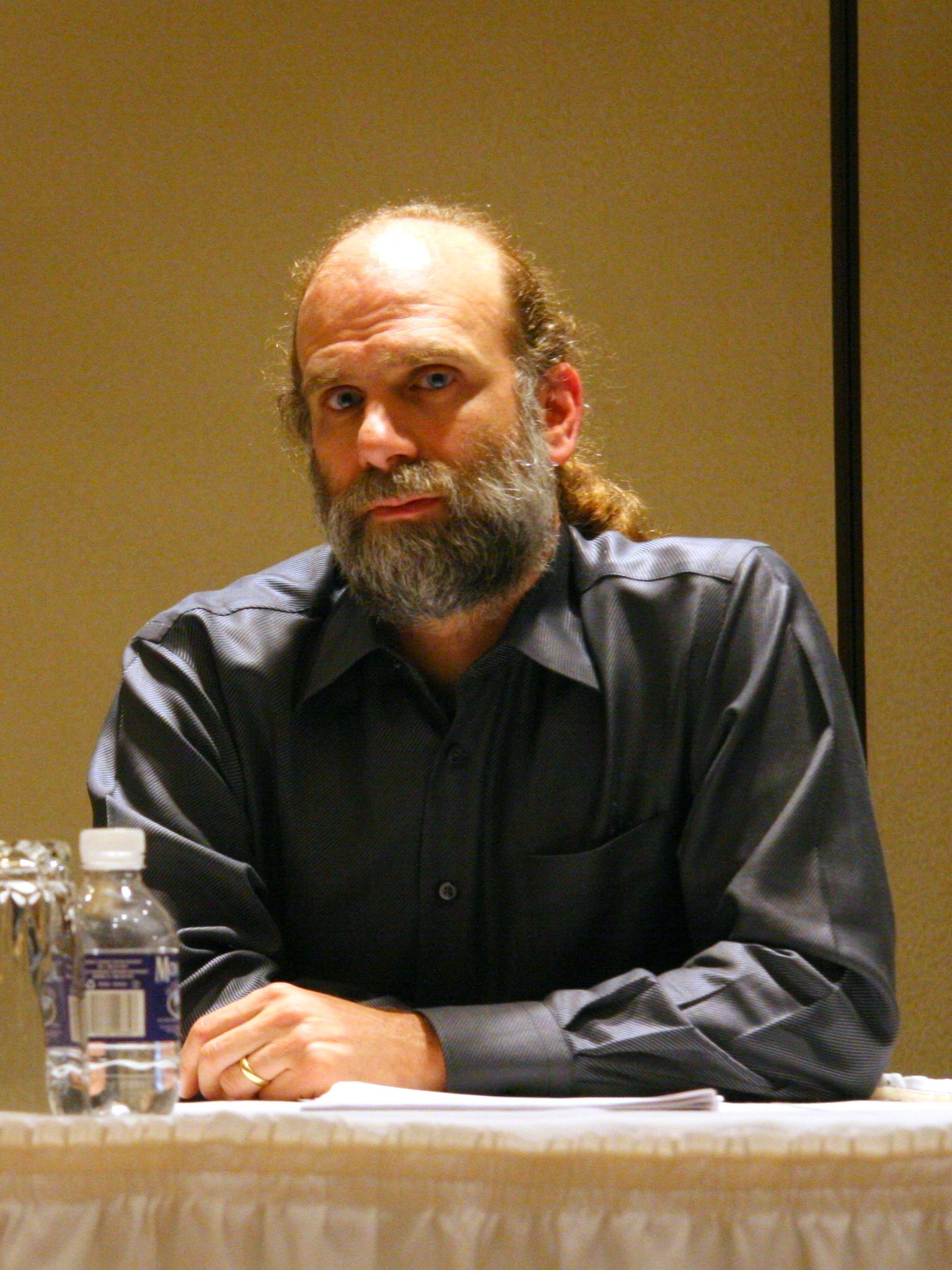
Bruce Schneier

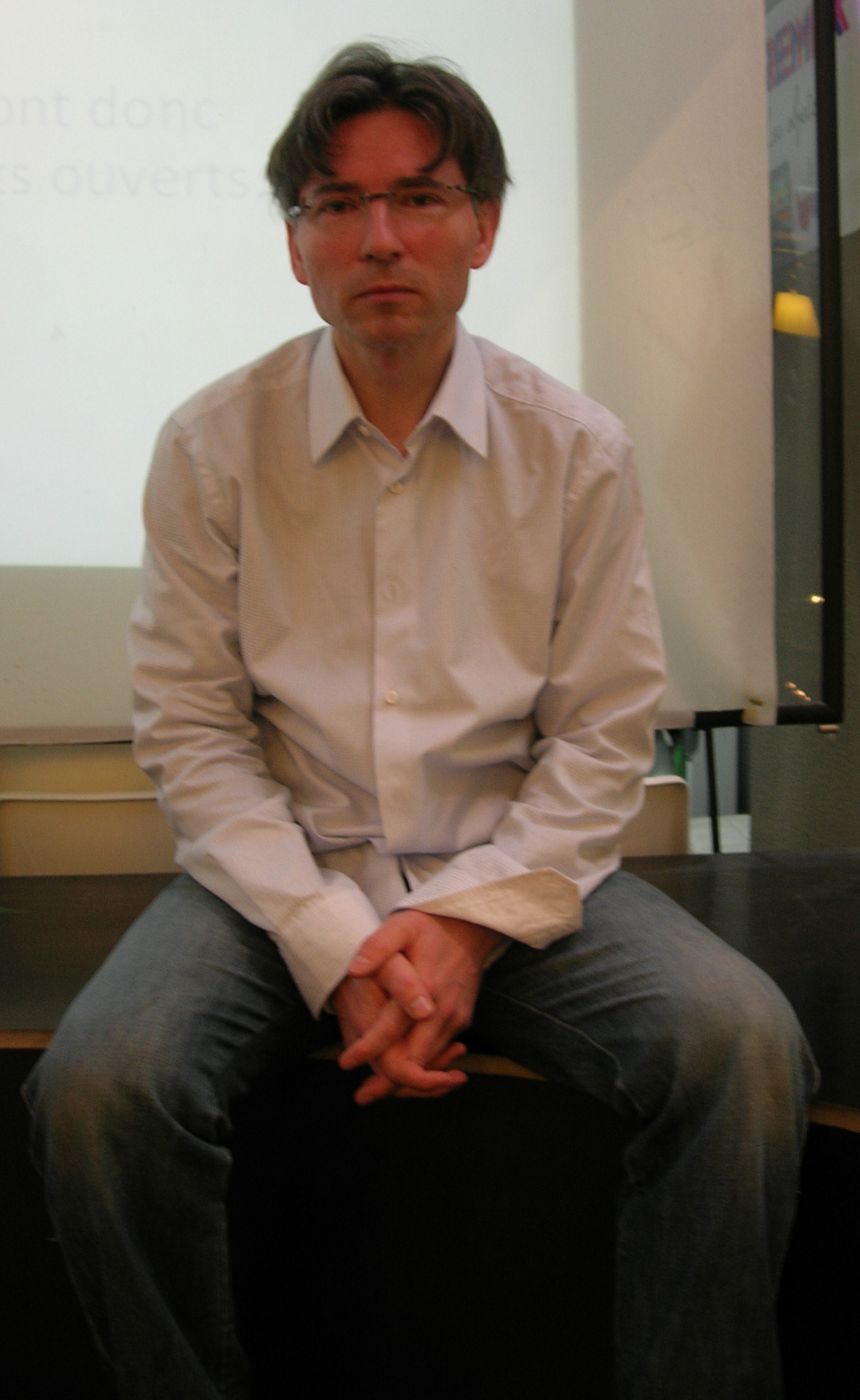
Serge Humpich

- 6 janvier : Philippe Perrin, spationaute français.
- 15 janvier : Bruce Schneier, cryptologue et écrivain américain.
- 24 janvier : Éric Moulines, statisticien français, chercheur en apprentissage statistique et traitement du signal.

- 7 février : Heidemarie Stefanyshyn-Piper, astronaute américaine.
- 16 février :
  - Andrea Cianchi, mathématicien italien.
  - Alexandre Razborov, mathématicien et informaticien théoricien soviétique et russe.

- 10 mars : Jiří Matoušek (mort en 2015), mathématicien et informaticien théoricien tchèque.
- 11 mars : Marcos Pontes, militaire et spationaute brésilien.
- 12 mars : Patricia Robertson (morte en 2001), aspirante-astronaute américaine.
- 13 mars : Serge Humpich, ingénieur français.
- 14 mars : Pedro Duque, spationaute espagnol.
- 8 avril : Jordan Hubbard, développeur de logiciel libre américain.
- 9 avril : Timothy Kopra, astronaute américain.
- 16 avril : Keith Packard, informaticien américain.

- 10 mai : Lisa Nowak, astronaute américaine.
- 30 mai : Helen Sharman, spationaute britannique.

- 1er juillet : Edward Tsang Lu, physicien et astronaute américain.
- 15 juillet : Jane Luu, astronome américano-vietnamienne.

- 1er août : Koichi Wakata, spationaute japonais.
- 20 octobre : Julie Payette, astronaute canadienne.
- 30 octobre : Clifford Berry (né en 1918), informaticien américain.

- 10 novembre : Bert Bos, informaticien néerlandais.
- 26 novembre : Richard R. Arnold, astronaute américain.

- 12 décembre : Ari Lemmke, informaticien finlandais.
- 18 décembre : Martin Fowler, auteur, conférencier, informaticien et consultant américain.
- 19 décembre : Hans Reiser, programmeur américain.

- Michael Burrows, programmeur britannique.

## Décès

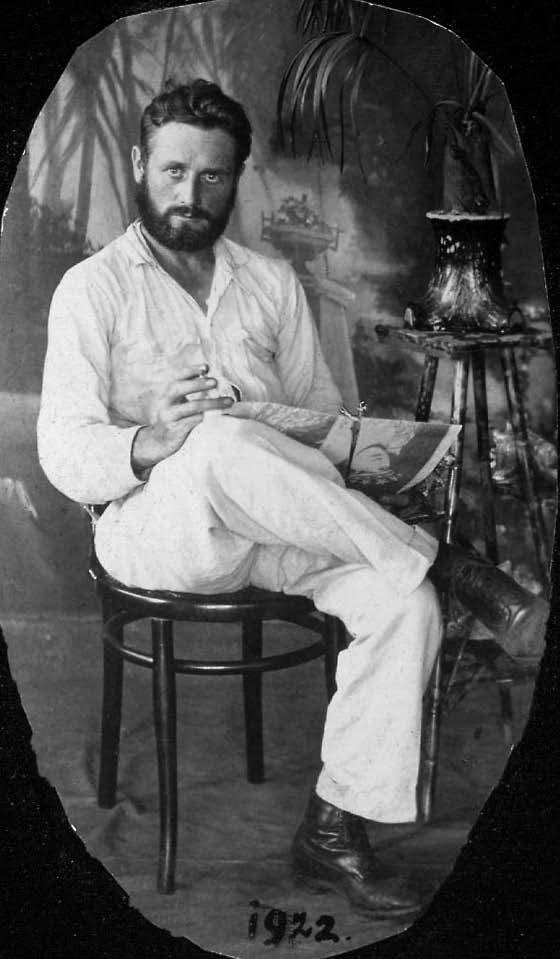
Frans Blom

- 1er février : Ludwig Glauert (né en 1879), zoologiste et paléontologue australien.
- 5 février : Barnum Brown (né en 1873), paléontologue américain.
- 21 février : Uvo Hölscher (né en 1878), égyptologue et architecte allemand.
- 25 février : Melville Herskovits (né en 1895), anthropologue américain.
- 26 février : Eric Marshall (né en 1879), chirurgien, cartographe et explorateur polaire britannique.

- 16 mars : William Beveridge (né en 1879), statisticien, économiste et homme politique britannique.
- 23 mars : Thoralf Skolem (né en 1887), mathématicien et logicien norvégien.
- 26 mars : Pierre Lacau (né en 1873), jésuite, égyptologue et philologue français.

- 6 avril : Otto Struve (né en 1897), astronome russo-américain.
- 7 avril : Amedeo Maiuri (né en 1886), archéologue italien.
- 11 avril : Alfred Métraux (né en 1902), anthropologue d'origine suisse.

- 6 mai : Theodore von Kármán (né en 1881), ingénieur hongro-américain.
- 19 mai : Walter Russell (né en 1871), physicien américain.
- 23 juin : Frans Blom (né en 1893), archéologue danois.
- 29 mai : Vladimir Aleksandrovich Kostitzine (né en 1883), bio-mathématicien russe.

- 2 juillet : Seth Barnes Nicholson (né en 1891), astronome américain.
- 10 juillet : William Christopher Hayes (né en 1903), égyptologue américain.

- 27 août : Louis Dunoyer de Segonzac (né en 1880), physicien français.

- 5 novembre : Thomas Griffith Taylor (né en 1880), géologue, géographe et anthropologue britannique.
- 6 novembre : Abram Lincoln Harris (né en 1899), économiste et anthropologue américain.
- 13 novembre : Margaret Alice Murray (née en 1863), anthropologue et égyptologue britannique.

- 19 décembre : Alan Henderson Gardiner (né en 1879), égyptologue britannique.